# Mercury Rev
Mercury Rev je americká alternativní rocková skupina, založená v roce 1989 v Buffalu ve státě New York. Původními členy byli David Baker (zpěv), Jonathan Donahue (zpěv, kytara), Sean „Grasshopper“ Mackowiak (kytara, klarinet), Suzanne Thorpe (flétna), Dave Fridmann (baskytara) a Jimy Chambers (bicí). Do roku 2016 skupina vydala celkem osm studiových alb. V roce 2002 kapela vydala třípísňový singl „Little Rhymes“, který kromě stejnojmenné písně, která původně vyšla na albu All Is Dream v předchozím roce, obsahoval také alternativní verzi skladby „Chains“ z téhož alba a coververzi písně „Close Watch“ od velšského hudebníka a skladatele Johna Calea.

## Diskografie
Studiová alba
- Yerself Is Steam (1991)
- Boces (1993)
- See You on the Other Side (1995)
- Deserter's Songs (1998)
- All Is Dream (2001)
- The Secret Migration (2005)
- Snowflake Midnight (2008)
- The Light in You (2015)
- Bobbie Gentry's The Delta Sweete Revisited (2019)
- Born Horses (2024)